# Rosinei
Rosinei Adolfo Nascimento (ur. 3 maja 1983 w Lavrinhas) – brazylijski piłkarz występujący na pozycji środkowego pomocnika, obecnie zawodnik Atlético Mineiro.

## Kariera klubowa
Rosinei rozpoczynał swoją karierę piłkarską jako dziewiętnastolatek w zespole Cruzeiro EC z siedzibą w mieście Belo Horizonte. W sezonie 2002 wywalczył z nią dwa trofea; puchar południowego stanu Minas Gerais – Copa Sul-Minas, a także stanowy superpuchar – Supercampeonato Mineiro. Po roku przeniósł się do ówczesnego finalisty Copa Libertadores, AD São Caetano, któremu pomógł w zajęciu wysokiego, czwartego miejsca w lidze brazylijskiej, jednak w żadnym z tych klubów nie rozegrał ani jednego ligowego meczu. W 2004 roku został zawodnikiem jednego z najpopularniejszych klubów w Brazylii, SC Corinthians z São Paulo. Tam od razu wywalczył sobie miejsce w wyjściowym składzie i został kluczowym graczem ekipy. Największe sukcesy z tym klubem odniósł w 2005 roku – zdobył wówczas mistrzostwo Brazylii, dotarł do finału ligi stanowej – Campeonato Paulista – oraz zajął drugie miejsce w plebiscycie na najlepszego defensywnego pomocnika ligi brazylijskiej, ustępując jedynie Tindze. W barwach Corinthians występował przez cztery lata, biorąc w tym czasie również udział w kilku turniejach międzynarodowych.
W październiku 2007 Rosinei opuścił Corinthians, podpisując kontrakt z Grêmio, jednak szybko wycofał się z umowy i ostatecznie parę miesięcy później zasilił hiszpański Real Murcia. W Primera División zadebiutował 20 stycznia 2008 w przegranym 1:3 spotkaniu z Realem Saragossa i do końca rozgrywek pełnił przeważnie rolę rezerwowego. Na koniec sezonu 2007/2008 prowadzona przez Javiera Clemente ekipa Murcii zajęła przedostatnie miejsce w najwyższej klasie rozgrywkowej, spadając do drugiej ligi. Latem tego samego roku został wypożyczony na okres dwunastu miesięcy do brazylijskiego SC Internacional z miasta Porto Alegre. W 2008 roku triumfował z nim w rozgrywkach Copa Sudamericana, za to w 2009 roku wygrał ligę stanową – Campeonato Gaúcho i dotarł do finału krajowego pucharu – Copa do Brasil. Wówczas też przyczynił się nieznacznie do zdobycie wicemistrzostwa Brazylii, jednak po rozegraniu zaledwie dwóch spotkań odszedł z Internacionalu na samym początku rozgrywek.
Latem 2009 Rosinei został wypożyczony do meksykańskiego zespołu Club América ze stołecznego miasta Meksyk. W tamtejszej Primera División zadebiutował 8 sierpnia w wygranym 1:0 meczu z Indios. Już po roku udanych występów zasilił Américę na stałe, podpisując z nią trzyletni kontrakt. Premierowego gola w Meksyku strzelił 14 września 2011 w zremisowanej 2:2 ligowej konfrontacji z San Luis. Rolę podstawowego gracza drużyny pełnił do lutego 2012, kiedy to przegrał rywalizację o miejsce w wyjściowej jedenastce z Juanem Carlosem Mediną i Jesúsem Moliną. Ogółem w barwach Amériki spędził trzy i pół roku, nie odnosząc żadnych sukcesów. W styczniu 2013 powrócił do ojczyzny, jako wolny zawodnik podpisując umowę z drużyną Atlético Mineiro z siedzibą w Belo Horizonte. Już w tym samym roku triumfował z ekipą prowadzoną przez trenera Cucę w mistrzostwach stanowych – Campeonato Mineiro, a także zwyciężył w najbardziej prestiżowych rozgrywkach południowoamerykańskiego kontynentu – Copa Libertadores, pozostając jednak głównie rezerwowym zespołu.
| Sezon     | Klub             | Kraj      | Rozgrywki        | Mecze | Bramki |
| --------- | ---------------- | --------- | ---------------- | ----- | ------ |
| 2002      | Cruzeiro EC      | Brazylia  | Série A          | 0     | 0      |
| 2003      | São Caetano      | Brazylia  | Série A          | 0     | 0      |
| 2004      | SC Corinthians   | Brazylia  | Série A          | 29    | 4      |
| 2005      | SC Corinthians   | Brazylia  | Série A          | 33    | 10     |
| 2006      | SC Corinthians   | Brazylia  | Série A          | 27    | 0      |
| 2007      | SC Corinthians   | Brazylia  | Série A          | 14    | 0      |
| 2007/2008 | Real Murcia      | Hiszpania | Primera División | 11    | 0      |
| 2008      | SC Internacional | Brazylia  | Série A          | 13    | 0      |
| 2009      | SC Internacional | Brazylia  | Série A          | 2     | 0      |
| 2009/2010 | Club América     | Meksyk    | Liga MX          | 33    | 0      |
| 2010/2011 | Club América     | Meksyk    | Liga MX          | 28    | 0      |
| 2011/2012 | Club América     | Meksyk    | Liga MX          | 23    | 2      |
| 2012/2013 | Club América     | Meksyk    | Liga MX          | 9     | 0      |
| 2013      | Atlético Mineiro | Brazylia  | Série A          |       |        |